# いなば農業協同組合
いなば農業協同組合（いなばのうぎょうきょうどうくみあい）は、富山県小矢部市に本店を置く農業協同組合（JA）。通称はJAいなば（ジェイエイいなば）。
小矢部市全域と高岡市福岡町を営業エリアとする。前身の小矢部市農業協同組合と津沢農業協同組合、福岡町農業協同組合が1994年9月1日に合併して設立。行政区域を越えての広域合併は富山県内では第1号であった。

## 店舗
| 店舗コード | 店舗名   | 所在地                  |
| ---------- | -------- | ----------------------- |
| 732        | 本店     | 小矢部市石動町10-30     |
| 735        | 西部支店 | 小矢部市今石動町2-11-12 |
| 736        | 東部支店 | 小矢部市鷲島194-1       |
| 751        | 南部支店 | 小矢部市新西322-1       |
| 756        | 福岡支店 | 高岡市福岡町下蓑374     |